# Liste der Monuments historiques in Nogent
Die Liste der Monuments historiques in Nogent führt die Monuments historiques in der französischen Gemeinde Nogent auf.

## Liste der Immobilien
| Bezeichnung       | Beschreibung                                                 | Standort                                  | Kennzeichnung | Schutzstatus | Datum | Bild           |
| ----------------- | ------------------------------------------------------------ | ----------------------------------------- | ------------- | ------------ | ----- | -------------- |
| Kirche St-Germain | romanische Apsis                                             | Nogent-le-Bas, place Saint-Germain (Lage) | PA00079162    | Inscrit      | 1928  | weitere Bilder |
| Gräberfeld        | vorgeschichtliches Gräberfeld und Dolmen La Pierre Tournante | Nogent-le-Bas, westlich des Ortes (Lage)  | PA00079161    | Classé       | 1949  |                |

## Liste der Objekte
| Bezeichnung | Beschreibung | Standort                                                   | Kennzeichnung | Schutzstatus | Datum | Bild |
| ----------- | --- | ---------------------------------------------------------- | ------------- | ------------ | ----- | ---- |
| Hauptaltar  | Altartisch, Altaraufbau, Tabernakel, Exposition, Retabel, Gemälde und Skulpturen; Holz, farbig gefasst, Ölfarbe auf Leinwand, Anfang des 18. Jahrhunderts | Donnemarie, in der Kirche Notre-Dame-en-sa-Nativité (Lage) | PM52000952    | Classé       | 1979  |      |